# Taean, Pyongan Nam
Taean (Hán Việt: Thái An) là một huyện của tỉnh Pyongan Nam tại Cộng hòa Dân chủ Nhân dân Triều Tiên. Trước năm 2004, Taean là một phần của thành phố trực thuộc trung ương Nampho. Năm 2008, dân số toàn huyện Taean là 77.219 người (37.265 nam và 39.954 nữ), trong đó, dân cư đô thị là 66.261 người (85,8%) còn dân cư nông thôn là 10.958 người (14,27%). Năm 2010, một lần nữa Taean lại trở thành một huyện trực thuộc Nampho.